# دهستان کوهک
کوهک، دهستانی از توابع بخش مرکزی شهرستان جهرم در استان فارس ایران است.

## جمعیت
براساس سرشماری سال ۱۳۸۵ جمعیت آن ۲٬۱۳۴ نفر (۴۴۳ خانوار) بوده‌است.